# Onthophagus worsissa
Onthophagus worsissa är en skalbaggsart som beskrevs av Johannes Rudolf Roth 1851. Onthophagus worsissa ingår i släktet Onthophagus och familjen bladhorningar. Inga underarter finns listade i Catalogue of Life.